# Lago di Comabbio
Lago di Comabbio este o arie protejată (arie specială de conservare — SAC, sit de importanță comunitară — SCI) din Italia întinsă pe o suprafață de 467 ha, integral pe uscat.

## Localizare
Centrul sitului Lago di Comabbio este situat la coordonatele 45°45′42″N 8°41′29″E / 45.761667°N 8.691389°E.

## Înființare
Situl Lago di Comabbio a fost declarat sit de importanță comunitară în iunie 1995 pentru a proteja 23 de specii de animale. Situl a fost protejat și ca arie specială de conservare în iulie 2016.

## Biodiversitate
Situată în ecoregiunea continentală, aria protejată conține 4 habitate naturale: Mlaștini calcaroase cu Cladium mariscus și specii de Caricion davallianae, Lacuri eutrofice naturale cu vegetație de tip Magnopotamion sau Hydrocharition, Păduri aluvionare cu Alnus glutinosa și Fraxinus excelsior (Alno-Padion, Alnion incanae, Salicion albae), Păduri mixte riverane de Quercus robur, Ulmus laevis și Ulmus minor, Fraxinus excelsior sau Fraxinus angustifolia, de-a lungul marilor râuri (Ulmenion minoris).
La baza desemnării sitului se află mai multe specii protejate:
- păsări (18): lăcar mare (Acrocephalus arundinaceus), lăcar-de-mlaștină (Acrocephalus palustris), pescăruș albastru (Alcedo atthis), stârc cenușiu (Ardea cinerea), stârc roșu (Ardea purpurea), buhai de baltă (Botaurus stellaris), Cettia cetti, presură de stuf (Emberiza schoeniclus), stârc pitic (Ixobrychus minutus), grelușel-de-zăvoi (Locustella luscinioides), rață fluierătoare (Mareca penelope), rață pestriță (Mareca strepera), gaia neagră (Milvus migrans), stârc de noapte (Nycticorax nycticorax), cormoran mare (Phalacrocorax carbo), corcodel mare (Podiceps cristatus), rață cârâitoare (Spatula querquedula), corcodel mic (Tachybaptus ruficollis)
- amfibieni (2): Rana latastei, Triturus carnifex
- nevertebrate (2): Austropotamobius pallipes, rădașcă (Lucanus cervus)
- pești (1): Cobitis bilineata

Pe lângă speciile protejate, pe teritoriul sitului au mai fost identificate 24 de specii de plante, 2 specii de amfibieni, 5 specii de mamifere, 3 specii de pești, 2 specii de reptile.